# Юдін Сергій Сергійович (генерал)
Юдін Сергій Сергійович (22 червня 1959, м. Баку, Азербайджанська РСР — 10 червня 2019, Санкт-Петербург, Росія) — генерал-лейтенант Збройних сил РФ.
Учасник Першої та Другої чеченських воєн. Брав безпосередню участь у війні на сході України як командир 2 АК (Луганськ, Україна) 12-го Командування резерву Південного ВО ЗС РФ.

## Життєпис
Народився 22 червня 1959 року у Баку.
Після завершення служби за призовом, у 1980 році вступив у Бакінське вище загальновійськове командне училище. Закінчив його у 1984 році.
В 1993 році закінчив Військову академію ім. Фрунзе.
В 2004 році завершив Військову академію Генштабу ЗСРФ.
2004—2006 — командир 201 військової бази ЗС РФ в Таджикистані;
2006—2008 — начальник штабу — перший заступник командувача 2 Армії Центрального ВО ЗС РФ;
2008—2009 — командувач 22 Армії Московського ВО ЗС РФ;
2009—2012 — командувач 20 Армії Західного ВО ЗС РФ;
2012—2015 — начальник організаційно-мобілізаційного управління Західного ВО ЗС РФ;
За даними СБУ, здійснював формування 2 АК у період зими—весни 2015 року. За даними ГУР МОУ, у 2015 р. — командувач 2 АК (Луганськ, Україна) Центру територіальних військ (м. Новочеркаськ, Росія) Південного ВО ЗС РФ.
з 2016 р. — по т.ч.[уточнити] — начальник організаційно-мобілізаційного управління Західного ВО (м. Санкт-Петербург) ЗС РФ.[джерело?]
У 2017 і 2018 роках брав участь у російській військовій кампанії у Сирії. Як зазначила газета Красная звезда, «виконував спеціальні задачі».
11 червня 2019 року низка ЗМІ з посиланням на OSINT-дослідника Necro Mancer повідомили про смерть Сергія Юдіна 10 червня 2019 року. Газета Красная звезда у випуску від 14 червня підтвердила смерть Юдіна.